# Endochironomus tenuicaudus
Endochironomus tenuicaudus är en tvåvingeart som först beskrevs av Tokunaga 1964.  Endochironomus tenuicaudus ingår i släktet Endochironomus och familjen fjädermyggor. Inga underarter finns listade i Catalogue of Life.